# Польний Ігор Броніславович

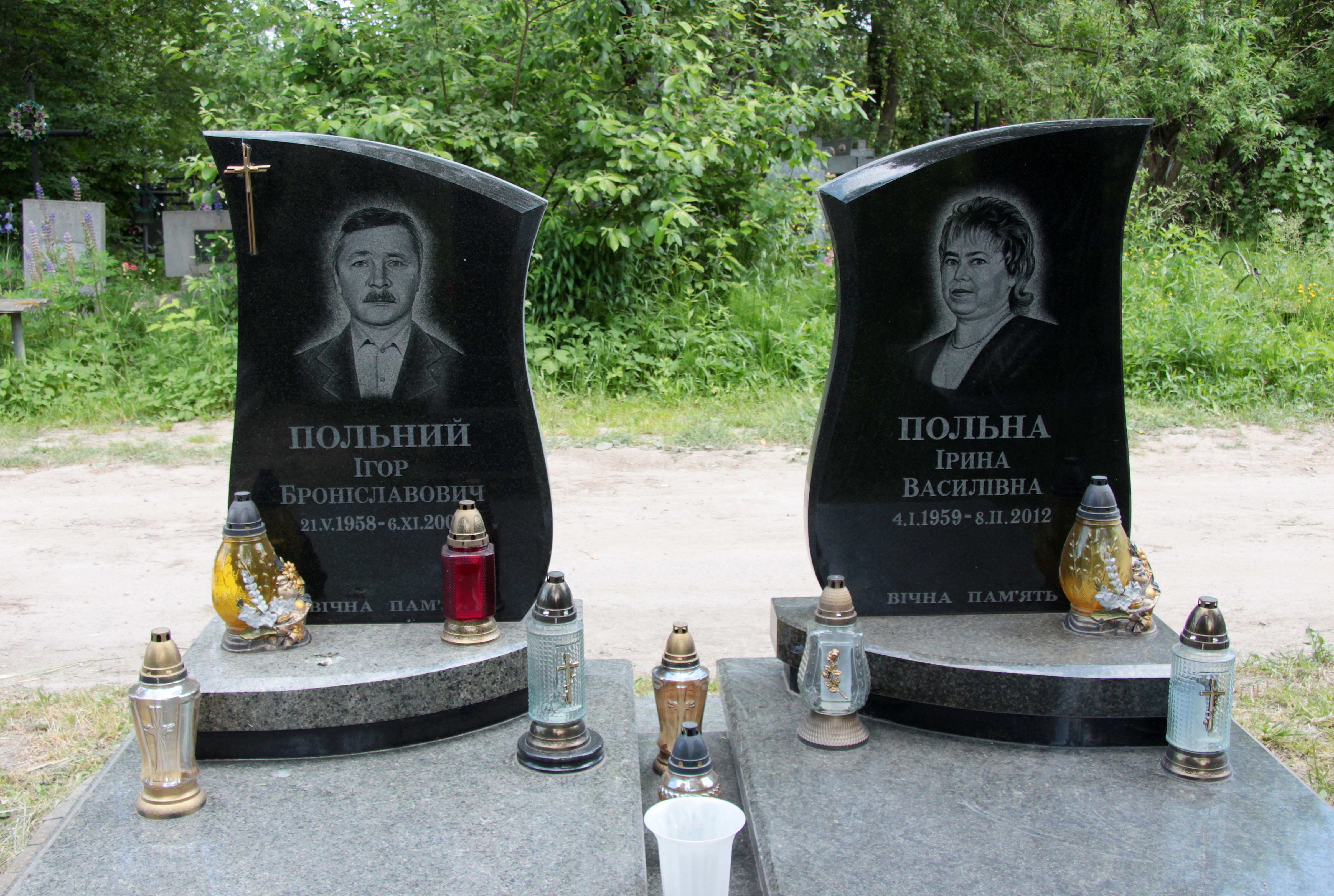

Ігор Броніславович Польний (нар. 21 травня 1958, Чайковичі — пом. 6 липня 2007, Львів) — радянський футболіст, що грав на позиції захисника. По закінченні ігрової кар'єри — український футбольний тренер.
Відомий насамперед виступами за футбольний клуб «Волинь», де є одним із найкращих гравців та захисників клубу (284 матчі у чемпіонатах СРСР — 10 місце серед гвардійців клубу), нетривалий час виступав також за дублюючий склад московського «Спартака» та севастопольський клуб «Атлантика».

## Клубна кар'єра
Ігор Польний народився у селі Чайковичі Львівської області. Розпочав займатися футболом у сільській команді, пізніше талановитого хлопця помітили футбольні тренери зі Львова, які запросили Ігора Польного продовжити відточувати футбольну майстерність у Львівському спортінтернаті, де його першим тренером став Валентин Борейко. У 1976 році Ігора Польного призвали до лав Радянської Армії, і спочатку він виступав за на той час аматорський клуб львівського СКА, а пізніше грав за команду Львівського вищого військово-політичного училища, яка була чемпіоном Збройних Сил СРСР 1977 року.
Після закінчення військової служби Ігор Польний отримав запрошення до луцького «Торпедо», де зразу став одним із основних гравців захисту команди, зігравши в першому своєму сезоні за лучан 40 матчів та забивши у них 3 м'ячі. На початку наступного, 1979 року, Ігор Польний прилучився до дебюту за луцьку команду свого молодшого брата Івана, який тривалий час був також одним із стовпів захисту лучан. Наступний сезон брати провели разом у «Торпедо», де Ігор провів 43 матчі за сезон, а Іван — 38 матчів. У 1980 році Івана призвали до лав Радянської Армії, а Ігор, зігравши близько 20 матчів за сезон, на початку 1981 року поїхав на перегляд до московського «Спартака», але зіграв за москвичів лише один матч за дублюючий склад та повернувся до Луцька. У тому ж 1981 році повернув собі місце в основному складі лучан, до кінця сезону зіграв за «Торпедо» 40 матчів. Ігор Польний виступав у складі лучан до 1985 року, коли зіграв 21 матч за клуб, і знову виступав поруч у захисті з братом Іваном, а наступний сезон провів у севастопольському клубі «Атлантика». Після сезону в Севастополі Ігор Польний до 1991 року грав за аматорський клуб «Спартак» із Самбора, після чого завершив виступи на футбольних полях.

## Тренерська кар'єра
Після завершення виступів на футбольних полях Ігор Польний став дитячим тренером. Більшу частину своєї тренерської кар'єри колишній футбольний захисник віддав львівській ДЮСШ № 4. Серед його вихованців — відомі футболісти Сергій Даниловський, Андрій Федюк, Михайло Булгаков. Дитячі команди, якими керував Ігор Польний, неодноразово ставали призерами змагань ДЮФЛ України у першій лізі.
Ігор Польний раптово помер 6 липня 2007 року у Львові.
Похований на Голосківському цвинтарі.

## Вшанування пам'яті
Для вшанування пам'яті Ігоря Польного у Львові в 2008 році засновано щорічний юнацький футбольний турнір пам'яті відомого футболіста й тренера, призи якого традиційно вручають ветерани львівського футбольного клубу «Карпати».